# Marine Le Pen

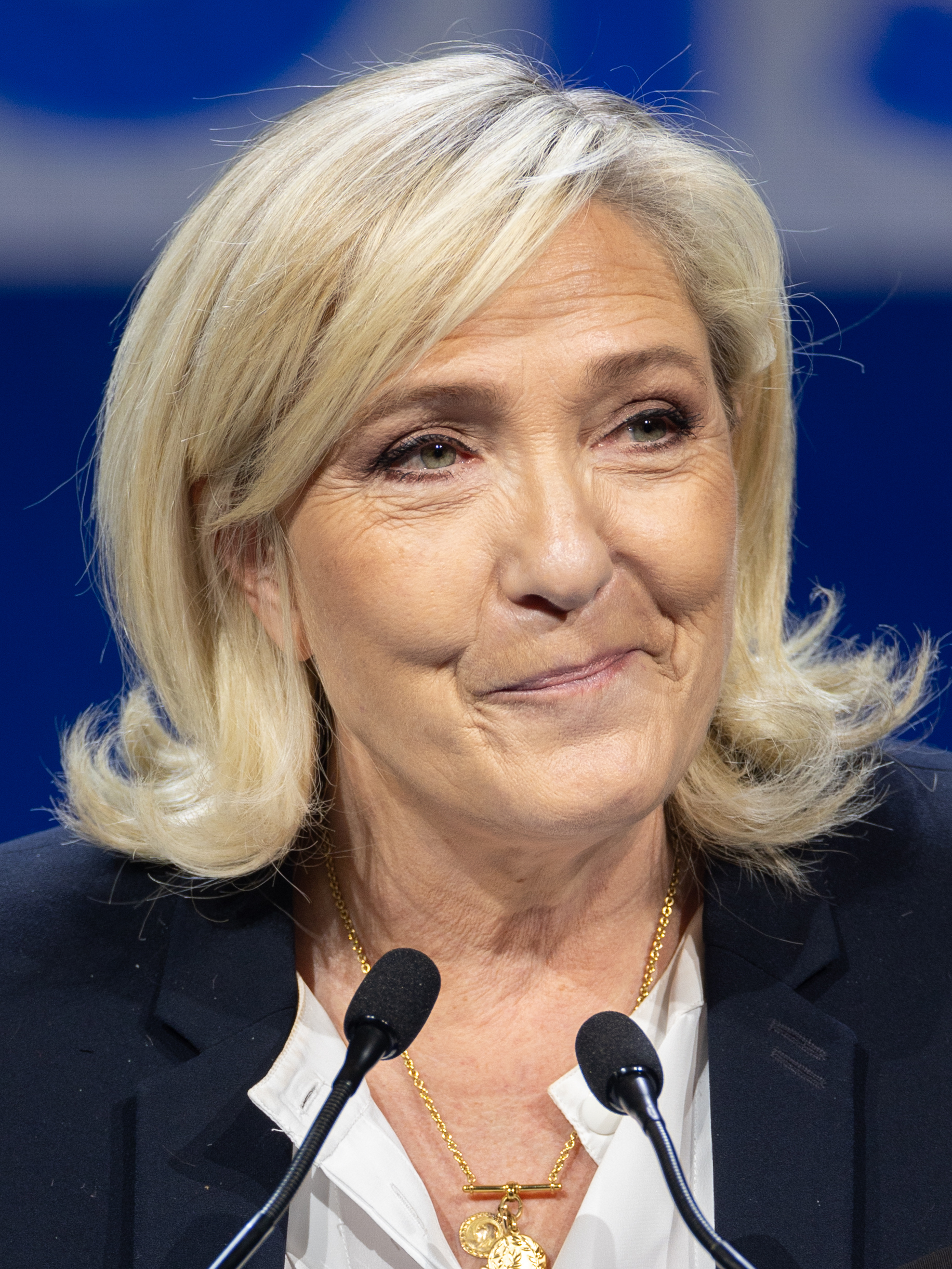
Marine Le Pen (2025)

Marine Le Pen [maˈʁin lə̹ˈpɛn] (eigentlich Marion Anne Perrine Le Pen, * 5. August 1968 in Neuilly-sur-Seine) ist eine französische Politikerin der rechtspopulistischen bis rechtsextremen Partei Rassemblement National (RN), die bis Juni 2018 als Front National (FN) auftrat. Sie war als Nachfolgerin ihres Vaters Jean-Marie Le Pen von 2011 bis 2022 Parteivorsitzende des FN bzw. RN. Seit 2017 ist sie Abgeordnete der französischen Nationalversammlung und dort seit Juni 2022 Vorsitzende der RN-Fraktion.
Le Pen kandidierte bei den französischen Präsidentschaftswahlen 2012, 2017 und 2022; bei den zwei letztgenannten gelangte sie in die Stichwahl gegen Emmanuel Macron. Darüber hinaus war sie von 2004 bis 2017 Abgeordnete im Europäischen Parlament und dort 2015–2017 eine der beiden Vorsitzenden der rechtsradikal-populistischen Fraktion Europa der Nationen und der Freiheit. Aufgrund einer – nicht rechtskräftigen – Verurteilung wegen Veruntreuung öffentlicher Gelder darf sie ab April 2025 fünf Jahre lang zu keinen Wahlen antreten und kein öffentliches Amt bekleiden.

## Lebenslauf
Marine Le Pen ist die jüngste dreier Töchter des rechtsextremen Politikers Jean-Marie Le Pen, der 1972 den Front National (FN) gründete und anschließend jahrzehntelang führte, und dessen erster Ehefrau, des früheren Fotomodells Pierrette Lalanne. Als einschneidendes Erlebnis in ihrem Leben bezeichnet sie selbst einen Bombenanschlag auf die Wohnung des Vaters im 15. Arrondissement von Paris am 2. November 1976. Bei dem Attentat wurde niemand verletzt, doch habe sie sich, so Marine Le Pen, von da an bemüht, für ihren Vater einzustehen. Später zog die Familie ins Montretout, ein großbürgerliches Anwesen im Pariser Vorort Saint-Cloud, das ihr Vater von einem seiner Anhänger geerbt hatte.
Sie besuchte das Lycée Florent-Schmitt in Saint-Cloud. Danach studierte sie bis 1990 Rechtswissenschaften an der Universität Panthéon-Assas/Paris II und schloss mit einer Maîtrise ab. 1991 erwarb sie ein Diplôme d’études approfondies (DEA) in Strafrecht. 1992 erhielt sie die Anwaltszulassung und arbeitete bis 1998 als Rechtsanwältin in Paris.
Marine Le Pen war von 1997 bis 2000 mit dem Geschäftsmann Franck Chauffroy verheiratet, der für den FN tätig war, und hat aus dieser Ehe eine 1998 geborene Tochter und 1999 geborene Zwillinge. Nach der Scheidung heiratete sie 2002 den FN-Funktionär Éric Lorio, von dem sie 2006 geschieden wurde. Ab 2009 war sie mit Louis Aliot liiert; Aliot wurde im Januar 2011 einer der Vizepräsidenten des FN und ist seit 2020 Bürgermeister von Perpignan. 2019 trennte sich das Paar.

## Partei
Von 1998 bis 2004 leitete Marine Le Pen den juristischen Dienst der Partei. Sie war eine von acht Vizepräsidenten und ab 2003 stellvertretende Vorsitzende des Front National. Um die Position des Parteivorsitzenden in Nachfolge ihres Vaters, Jean-Marie Le Pen, kämpfte sie innerparteilich mit Bruno Gollnisch, der dem rechtsextremen Flügel angehört und wegen antisemitischer Äußerungen berüchtigt war. Marine Le Pen hingegen trat für eine Öffnung der Partei zur gesellschaftlichen Mitte ein. 2000 übernahm sie den Vorsitz der FN-Jugendorganisation Génération Le Pen.
Am 15. Januar 2011 wurde sie auf einem Parteitag des Front National in Tours aufgrund einer Mitgliederbefragung zur Vorsitzenden gewählt, wobei sie sich gegen ihren innerparteilichen Rivalen, Gollnisch, durchsetzte. Bei einer Beteiligung von 76 Prozent der rund 22.400 Mitglieder hatten 67,65 Prozent für Marine Le Pen und 32,35 Prozent für Gollnisch gestimmt, auf dem Parteitag war das Ergebnis schon einen Tag zuvor durchgesickert. Einen Tag später übernahm sie offiziell die Führung der Partei von ihrem Vater. Gollnisch lehnte umgehend das Angebot Marine Le Pens für das Amt des ersten Stellvertreters ab. Sie kündigte an, bei der Präsidentenwahl 2012 zu kandidieren. Umfragen im März 2011 sagten ihr dafür 23 Prozent der Wählerstimmen voraus, Staatspräsident Nicolas Sarkozy wurden damals 21 Prozent prognostiziert. Danach lag sie jedoch in den Umfragen weit hinter dem Sozialisten François Hollande und Sarkozy auf Rang drei. Tatsächlich erhielt sie am 22. April 2012 17,9 Prozent der gültigen Stimmen, während François Hollande zum Staatspräsidenten gewählt wurde.
Im Zuge ihrer Repositionierung der Partei forderte sie im April 2015 ihren Vater öffentlich zum Parteiaustritt auf; im August 2015 wurde er wegen „schwerer Verfehlungen“ aus der Partei ausgeschlossen.
Für den Präsidentschaftswahlkampf 2017 bewarb sie sich im Herbst 2016 erneut; ihre Kandidatur war innerhalb des FN unstrittig, und sie lag bis November 2016 auf dem ersten Platz der Meinungsumfragen mit bis zu 30 Prozent der Stimmabsichten für den ersten Wahlgang. Bei der Wahl am 23. April 2017 erhielt sie 21,3 Prozent der Stimmen (hinter dem liberal-progressiven Kandidaten und Politikneuling Emmanuel Macron, der 24,0 Prozent der Stimmen erhielt). Zwischen den Wahlgängen nahm Le Pen an einer Fernsehdebatte mit Macron teil; nach einhelliger Meinung unterlag sie dabei klar. Beim zweiten Wahlgang am 7. Mai 2017 erhielt sie 33,9 Prozent der abgegebenen Stimmen, für Macron stimmten 66,1 Prozent.

Logo der Werbekampagne Le Pens für die Präsidentschaftswahl 2022

Im Januar 2020 gab Le Pen bekannt, zur Präsidentschaftswahl 2022 erneut zu kandidieren. Ihre Partei wurde zwischenzeitlich in „Rassemblement National“ (Nationale Sammlung, RN) umbenannt.
Im Hinblick auf die Präsidentschaftswahl im April 2022 kündigte sie im Frühjahr 2021 ihren Rücktritt vom Parteivorsitz an.
Beim ersten Wahlgang am 10. April 2022 gewann sie 23,1 Prozent und zog wie schon 2017 als Zweitplatzierte in die Stichwahl gegen Emmanuel Macron ein. Auch beim zweiten Wahlgang konnte sie gegenüber 2017 mit rund 42 Prozent der abgegebenen Stimmen deutlich an Stimmen zulegen, scheiterte aber erneut gegenüber Emmanuel Macron.
Am 5. November 2022 wurde Jordan Bardella in einer Kampfabstimmung gegen Louis Aliot auf einem RN-Parteitag zu ihrem Nachfolger gewählt.
| Wahljahr | erster Wahlgang | erster Wahlgang | zweiter Wahlgang | zweiter Wahlgang |
| Wahljahr | Stimmen         | Anteil          | Stimmen          | Anteil           |
| 2012     | 6.421.426       | 17,90 %         | —                | —                |
| 2017     | 7.678.491       | 21,30 %         | 10.638.475       | 33,90 %          |
| 2022     | 8.136.369       | 23,15 %         | 13.237.728       | 41,45 %          |

## Mandate
Von 1998 bis 2004 sowie 2010 war sie Generalrätin von Nord-Pas-de-Calais. Von 2004 bis 2009 gehörte sie dem Regionalrat der Île-de-France an.
Bei der Europawahl 2004 führte sie die Liste des Front National im Wahlkreis Île-de-France an und errang, wie ihr Vater, ein Mandat im Europäischen Parlament. Dort wurde sie als Fraktionslose Mitglied im Ausschuss für Kultur und Bildung und in der Delegation für die Beziehungen zu Israel. 2007 war sie an der Gründung der Fraktion Identität, Tradition, Souveränität beteiligt, die sich nach wenigen Monaten auflöste. Bei den Europawahlen 2009 und 2014 wurde sie erneut auf der Liste des FN gewählt.
Bei den Parlamentswahlen 2017 wurde sie im zweiten Wahlgang erstmals in die französische Nationalversammlung gewählt; aufgrund der Regeln gegen Ämterhäufung musste sie von ihrem Europamandat zurücktreten.

## Politische Positionen
Nach Antritt an der Parteispitze 2011 verfolgte Marine Le Pen eine Strategie der „Entdiabolisierung“, um auch Wählerschichten aus der bürgerlichen Mitte der Gesellschaft für die Politik des Front National zu gewinnen. Sie warb um jüdische Unterstützung, indem sie antisemitische Politiker an den Rand der Partei drängte und den Holocaust in Abgrenzung zu verharmlosenden Äußerungen ihres Vaters klar verurteilte.

### Wirtschaft
In der Finanz- und Wirtschaftspolitik schlägt sie einen protektionistischen Ton an, der im Geiste eines „ökonomischen Patriotismus“ die Souveränität Frankreichs sowohl gegenüber der Europäischen Union als auch den internationalen Finanzmärkten unterstreicht. So verlangte sie den Austritt Frankreichs aus der Eurozone und die Rückkehr zum Franc, um die finanzpolitische Entscheidungsgewalt aus Brüssel nach Paris zurückzuverlagern. Rhetorisch vertritt Le Pen den Anspruch, das wahre lagerübergreifende Erbe des Gaullismus zu vertreten, im politischen Spektrum von rechts bis links. Ihre kritischen Kommentare zu Kapitalismus und Globalisierung im Zusammenhang mit der Banken- und Eurokrise alarmierten die Sozialisten, die eine Überflügelung in der Gunst der Wähler durch einen „Links-Lepenismus“ fürchteten. Gleichzeitig legte die Partei unter Le Pens Führung ihren Ruf, eine Männerpartei zu sein, ab und erfährt immer stärkeren Zulauf von weißen Frauen der Arbeiterklasse, eine Entwicklung, die den sozialistischen Finanzminister Pierre Moscovici zu der Einschätzung bewog, Marine Le Pen sei politisch „gefährlicher als ihr Vater“.

### Innenpolitik
Le Pen lehnt eine multikulturelle Gesellschaft strikt ab und fordert, Frankreich solle die Assimilation von Einwanderern verstärken. Sie betont in ihren Reden den – ihrer Meinung nach – schädlichen Einfluss der Einwanderung auf die französische Gesellschaft und Wirtschaft. Sie verlangt rigorose Kürzungen bei der Sozialhilfe für in Frankreich lebende Ausländer, strikte Ausweisungsgesetze für kriminelle Immigranten und die Abschaffung des Geburtsortsprinzips zur Erlangung der französischen Staatsbürgerschaft. Diese solle nur durch Abstammung oder Verdienst erworben werden. Zur Bekämpfung der Kriminalität schlägt sie unter anderem ein Referendum zur Wiedereinführung der Todesstrafe vor. Le Pen tritt demonstrativ für den französischen Laizismus ein, den es gegen die „Islamisierung“ des Landes zu verteidigen gelte.

### Europa- und Außenpolitik

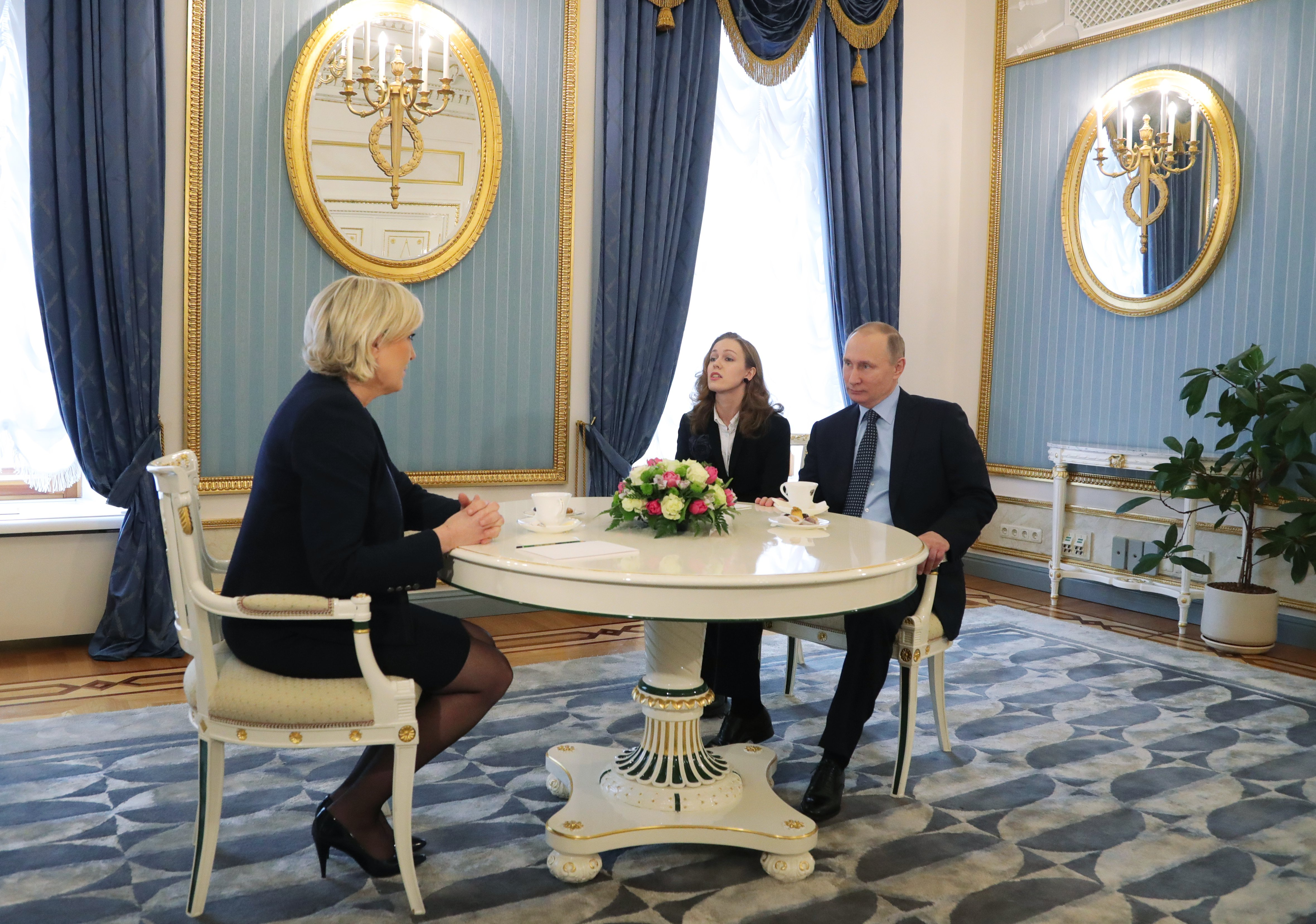
Le Pen mit Wladimir Putin (2017)

2011 versprach Le Pen den Austritt Frankreichs aus der NATO und eine Vertiefung der Kooperation mit Russland. Le Pen verteidigte auch die Annexion der Krim 2014 durch Russland und das anschließende international nicht anerkannte Referendum. Mehrfach sagte Le Pen: „Ich bewundere Putin“. Ende 2014 wurde bekannt, dass der Front National Wahlkampfkredite in Höhe von 40 Millionen Euro von russischen Banken erhalten hatte. Le Pen bestritt 2017, dass die Besetzung und Annexion der Krim 2014 durch Russland unrechtmäßig gewesen sei, und führte als Grund das von Russland durchgeführte Referendum vom März 2014 an, sie sprach sich dabei auch gegen Sanktionen gegen Russland aus.
Ende 2016 kündigte sie an, dass sie im Fall ihres Sieges bei der französischen Präsidentschaftswahl 2017 den Austritt Frankreichs aus der Europäischen Union mit Hilfe eines Austrittsreferendums betreiben werde. Seit 2019 befürwortet sie jedoch nicht mehr den Austritt Frankreichs aus der EU oder der Eurozone. Stattdessen sollte die EU laut Le Pen eine Union von Nationalstaaten sein. Sie sprach sich in der Vergangenheit gegen einen EU-Beitritt der Türkei und der Ukraine aus.
Im April 2022 erklärte Le Pen, im Falle eines Wahlsieges werde sie das Pariser Klimaschutzabkommen respektieren und keinen Austritt Frankreichs aus der EU anstreben (aber diese im Sinne des Front National umgestalten zu wollen, was von Rechtsexperten wegen seiner Positionen in puncto Einwanderungspolitik und einer sogenannten „nationalen Präferenz“ als rechtlich problematisch bezeichnet wird und unwiderruflich zu einem Frexit führen werde).
Der deutschen Regierungspolitik wirft sie vor, allein die NATO als Garant deutscher Sicherheit zu betrachten. Da Deutschland zudem für die „absolute Verneinung der französischen strategischen Identität“ stehe, wolle sie „wegen unvereinbarer strategischer Differenzen“ alle Rüstungsprojekte mit Deutschland (unter anderem das FCAS) aufkündigen.
Im April 2022, nach Beginn des russischen Angriffskrieges gegen die Ukraine, sprach sich Le Pen für die Zeit nach Kriegsende für einen engeren Kontakt zwischen der NATO und Russland aus;
sie lehnt auch weiterhin wirtschaftliche Sanktionen gegen Russland ab.

## Affären und Kontroversen
Marine Le Pen verglich 2010 Straßengebete von Muslimen mit der Okkupation Frankreichs durch das nationalsozialistische Deutschland. Sie sagte – in Anspielung auf die Probleme der französischen Vorstädte –, es gebe Orte (Tabuzonen), an denen es nicht gut sei, eine „Frau zu sein, homosexuell oder Jude, nicht einmal französisch oder weiß“. Am 2. Juli 2013 beschloss das Europaparlament die Aufhebung der Immunität Marine Le Pens. Das Strafgericht in Lyon sprach sie 2015 unter Anführung ihres Rechts auf freie Meinungsäußerung frei.
Auf Empfehlung seines Rechtsausschusses hob das Europäische Parlament am 2. März 2017 Le Pens Immunität auf. Damit folgte es einem Antrag der Staatsanwaltschaft von Nanterre, die seit Ende 2015 gegen die Politikerin wegen „Verbreitung von Gewaltbildern“ ermittelt. Le Pen hatte im Dezember 2015 über ihr Twitter-Konto drei Gräuelfotos von Opfern der islamistischen Terrormiliz IS veröffentlicht, darunter auch vom 2014 ermordeten US-Journalisten James Foley.
2011 stellte Marine Le Pen entgegen den Regeln des Europäischen Parlaments ihren damaligen Lebensgefährten Louis Aliot als parlamentarischen Sekretär in ihrem Wahlkreis an. Im Januar 2017 weigerte sich Le Pen, 342.000 Euro an das Europäische Parlament zurückzuzahlen, die sie regelwidrig verwendet hatte, um Mitarbeiter des FN zu entlohnen. Ende Juni 2017 wurde bekannt, dass die französische Justiz gegen Le Pen in dieser Angelegenheit wegen des Verdachts der Untreue ermittelt. Im Juni 2018 wurde Le Pen zweitinstanzlich zur Rückzahlung von 300.000 Euro verurteilt; die Rückzahlung erfolgte erst 2023 nach Anordnung gerichtlicher Zwangsmaßnahmen.

### Verurteilung wegen Veruntreuung
Während der Präsidentschaftswahl in Frankreich 2022 kamen erneut Berichte über Zweckentfremdung europäischer Mittel auf; Le Pen habe laut dem Europäischen Amt für Betrugsbekämpfung während ihrer Zeit als Europaabgeordnete zwischen 2004 und 2017 Gelder der Europäischen Union in Höhe von rund 137.000 Euro für innenpolitische Zwecke und persönliche Ausgaben verwendet. Ende September 2024 begann ein auf zwei Monate angesetztes Gerichtsverfahren gegen Le Pen, ihren Vater und 26 weitere RN-Politiker vor der 11. Strafkammer des Tribunal judiciaire de Paris mit Sitz im Neuen Justizpalast von Paris. Le Pen und die Mitangeklagten sollen vom Europäischen Parlament insgesamt 4,5 Millionen Euro für parlamentarische Assistenten erhalten haben, die aber tatsächlich nur für die Partei tätig gewesen sein sollen. Von Le Pen fordert das Europäische Parlament die Summe von 3,7 Millionen Euro zurück. Mitte November beantragte die Staatsanwaltschaft gegen Le Pen eine Freiheitsstrafe von fünf Jahren, davon zwei Jahre als Vollzug mit elektronischer Fußfessel und drei Jahre ausgesetzt zur Bewährung, eine Geldstrafe von 300.000 Euro sowie den sofortigen Verlust des passiven Wahlrechts für die Dauer von fünf Jahren. Das System der Veruntreuung sei insbesondere seit Le Pens Antritt als Parteivorsitzende 2011 ausgebaut worden und beispiellos, was seine Dauer, die Geldsummen und seinen organisierten und systematischen Charakter betreffe.
Am 31. März 2025 wurde sie schuldig gesprochen. Sie wurde zu einer Haftstrafe von vier Jahren verurteilt, davon zwei auf Bewährung, kann die Strafe aber mit einer elektronischen Fußfessel im Hausarrest verbüßen. Außerdem hat Le Pen eine Geldstrafe von 100.000 Euro zu zahlen. Zudem darf sie mit sofortiger Wirkung fünf Jahre lang nicht mehr bei Wahlen antreten, das betrifft voraussichtlich auch die nächste Wahl des französischen Staatspräsidenten im Jahr 2027. Gegen das Urteil hat Le Pen Berufung eingelegt; diese hat jedoch bezüglich des passiven Wahlrechts keine aufschiebende Wirkung. Das Berufungsgericht soll bis im Sommer 2026 über den Einspruch entscheiden. Weitere Abgeordnete ihrer Partei im Europäischen Parlament, darunter der Parteivizepräsident Louis Aliot, wurden in dem Prozess ebenfalls schuldig gesprochen. Einen Antrag Le Pens auf Gewährung vorläufigen Rechtsschutzes wies der Europäische Gerichtshof für Menschenrechte im Juli 2025 ab.

## Rezeption
2011 und 2015 kürte sie das Magazin Time zu einer der hundert einflussreichsten Personen der Welt. Das Magazin Politico listete Marine Le Pen auf Platz zwei der vierzig wichtigsten Mitglieder des Europäischen Parlaments 2016 und begründete dies mit ihrer Rolle und ihrem Auftreten im Europäischen Parlament.

## Publikationen
- Pour que vive la France. Éditions Jacques Grancher, Paris 2012, ISBN 978-2-7339-1182-2.